# Von Kleist

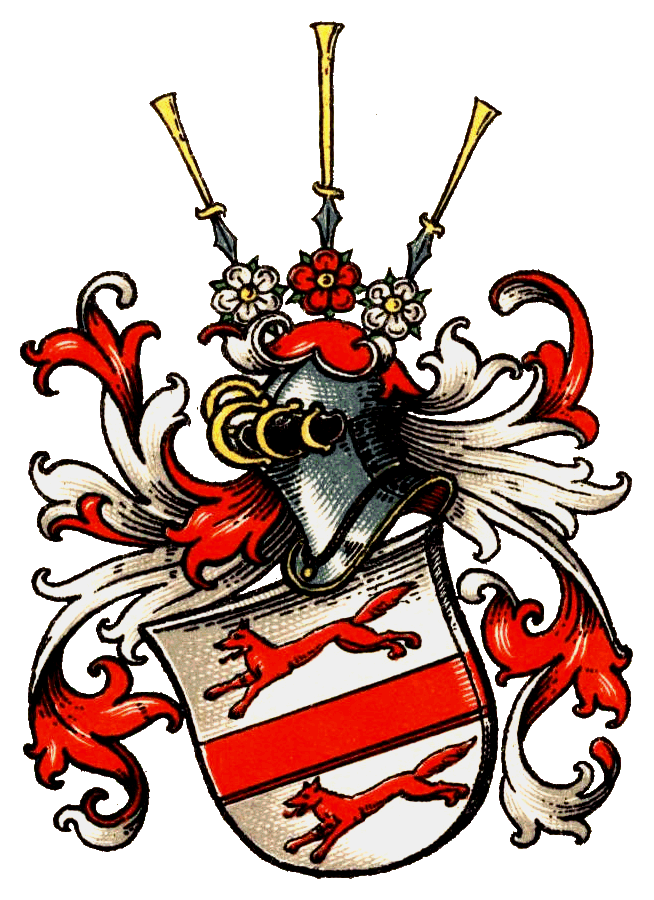
Znak rodiny von Kleist

Von Kleist je pruská šlechtická rodina původem z Pomořanska. Mezi významné členy patří:
- Ewald Jürgen Georg von Kleist (asi 1700–1748); spoluvynálezce Leydenské láhve
- Ewald Kristián von Kleist (1715–1759); německý voják a básník
- Friedrich Emil Ferdinand Heinrich Graf Kleist von Nollendorf (9. dubna 1762–17. února 1823); pruský polní maršál
- Heinrich von Kleist (18. října 1777–21. listopadu 1811); německý básník, dramatik a romanopisec. Německá cena za literaturu Kleist-Preis nese název po něm.
- Paul Ludwig Ewald von Kleist (1881–1954); německý polní maršál
- Ewald von Kleist-Schmenzin (1890–1945); účastník puče z 20. července
- Ewald-Heinrich von Kleist-Schmenzin (1922–2013); syn Ewalda von Kleist-Schmenzin, další účastník puče